# Rhaphidophora luchunensis
Rhaphidophora luchunensis — вид квіткових рослин із родини Araceae, роду Rhaphidophora. Це ліана, рідним ареалом якої є Тибет і Китай (Юньнань).

## Опис
Ліана. Молоді стебла темно-зелені, вкорінені, повзучі на перегнійному ґрунті лісового підліску або на корі мохів на деревах. Листкові ніжки 20–25 см; листова пластинка світло-зелена зверху, яйцеподібна або яйцювато-ланцетна, 10–27 × 5–12 см, основа косо заокруглена, верхівка загострена або хвостата. Суцвіття майже кінцеве. Обгортка розлога, світло-жовто-зелена, яйцеподібна, 14–16 см. Початок сидячий, блідо-жовтий, циліндричний, 12–13 × 2–3 см, основа похила, верхівка тупа. Ягода вільна, соковита, помаранчева, верхівка жовто-зелена, 6 × 4 мм, 4–6-кутна.